# مارغريت مارشال سوندرز
مارغريت مارشال سوندرز (بالإنجليزية: Margaret Marshall Saunders) (و. 1861 – 1947 م) هي كاتِبة، وكاتبة للأطفال كندية، توفيت عن عمر يناهز 86 عاماً.

## جوائز
حصلت على جوائز منها:
- نيشان الامبراطورية البريطانية من رتبة قائد.